# Forêt nationale d'Umatilla
La forêt nationale d'Umatilla est une forêt fédérale protégée dans les montagnes Bleues, au nord-est de l'Oregon et au sud-est de l'État de Washington, aux États-Unis, et qui recouvre une surface de 5 400 km2.

Cette forêt s'étend sur les comtés d'Umatilla, Grant, Columbia, Morrow, Wallowa, Union, Garfield, Asotin, Wheeler, et de Walla Walla (Columbia, Garfield, Asotin, et Walla Walla étant des comtés de l'État de Washington, les autres de l'Oregon).
Plus des trois quarts de la forêt se trouvent sur l'État de l'Oregon.
Le siège social de la forêt se situe à Pendleton, dans l'Oregon.

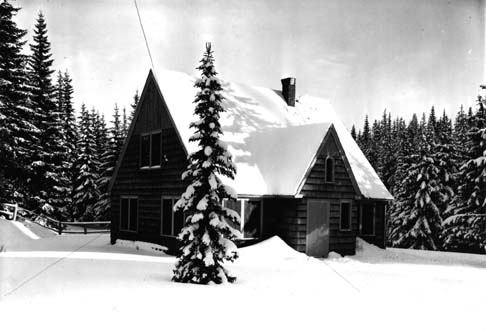
Tollgate Ranger Station, 1935